# Cnestis polyphylla
Espèce
Synonymes
- Cnestis boiviniana Baill. ex Schellenb.
- Cnestis borboniensis Raeusch. 03-23
- Cnestis bullata Baill.
- Cnestis glabra Lam.
- Cnestis lurida Baill.
- Cnestis madagascariensis Raeusch.
- Cnestis natalensis (Hochst.) Planch. & Sond. ex Harv. & Sond.
- Cnestis polyphylla var. bullata Baill.
- Cnestis scandens J.F.Gmel.
- Fagarastrum natalense Walp.
- Omphalobium discolor Sond.
- Sarmienta cauliflora Sieber
- Zanthoxylum natalense Hochst.

Cnestis polyphylla est une espèce de liane ou de buisson grimpant de la famille des Connaraceae. Elle est indigène de l'Est de l'Afrique tropicale, depuis le Kenya au Nord, jusqu'à l'Afrique australe, où elle vit dans les forêts côtières et d'altitude des provinces sud-africaines du Limpopo, Mpumalanga, Swaziland et KwaZulu-Natal, et plus au sud jusqu'au Cap Oriental. Elle pousse aussi dans certaines îles de l'Océan Indien, Madagascar, l'Île Maurice et La Réunion. Le genre Cnestis compte au moins 13 espèces, plus d'autres encore non-définies. Celles-ci sont distribuées principalement en Afrique tropicale et dans les îles voisines, mais aussi en Asie du Sud-Est et en Chine.

## Description
Les jeunes feuilles sont rouges, allant du bronze au vert pâle, vert moyen ou bleu-vert quand elles sont matures. Ces feuilles sont imparipennées et alternes, avec des folioles opposées oblongues. Ces folioles de 2,5 à 3 cm de long ont une base oblique et une pointe obtuse et sont légèrement velues en dessous.
Les petites fleurs jaunes sont groupées en petits panicules. Leurs sépales sont légèrement pubescents. Leur capsule en forme d'amande se termine par un appendice ressemblant à une corne et s'ouvre par une fente longitudinale pour révéler de grosses graines brun-noir luisantes avec un arille jaunâtre. Ces capsules sont couvertes à l'extérieur et à l'intérieur de poils brun-rouge rigides qui pénètrent facilement dans la peau en causant des démangeaisons intenses,.

## Utilisation
Toutes les parties de la plante sont riche en glabrine, une puissante neurotoxine qui provoque des convulsions chez la plupart des animaux, ce qui conduit à l'utiliser  pour pêcher les poissons. Des extraits des feuilles sont utilisés pour traiter les maladies de peau. La méthionine-sulfoximine est commune dans la famille des Connaraceae et d'autres composés toxiques sont encore à identifier. Les racines de certaines espèces du genre Connarus (en) contiennent les glycosides rapanone, embeline et bergénine (en),,.